# Polyrhachis yerburyi
Polyrhachis yerburyi är en myrart som beskrevs av Auguste-Henri Forel 1893. Polyrhachis yerburyi ingår i släktet Polyrhachis och familjen myror. Inga underarter finns listade i Catalogue of Life.